# Mats Wenzel
Mats Wenzel (Luxemburg, 19 december 2002) is een Luxemburgs wielrenner.

## Carrière
Als junior werd Wenzel nationaal kampioen in zowel het tijdrijden, het veldrijden en de cross-country op de mountainbike.
Als tweedejaars belofte werd Wenzel negentiende in het eindklassement van de Ronde van de Toekomst. Een jaar later werd hij achttiende in dezelfde koers en won hij het bergklassement in de Ronde van Luxemburg.
In januari 2023 werd Wenzel nationaal kampioen veldrijden bij de eliterenners. Een jaar later, toen er wel een aparte beloftencategorie was, werd hij nationaal kampioen bij de beloften. Later in 2024 werd hij nationaal kampioen in zowel het tijdrijden als op de weg bij de beloften. In de wegwedstrijd voor eliterenners eindigde hij als tweede, achter Kevin Geniets.
In 2025 werd Wenzel prof bij Equipo Kern Pharma. Zijn debuut voor de ploeg maakte hij in de Clàssica Camp de Morvedre, waar hij op plek 27 eindigde. Later dat seizoen maakte hij in de Ronde van Catalonië zijn debuut in de World Tour.

## Overwinningen
2020
 Luxemburgs kampioen op de weg, Junioren
2023
Bergklassement Ronde van Luxemburg
2024
 Luxemburgs kampioen tijdrijden, Beloften
 Luxemburgs kampioen op de weg, Beloften

## Resultaten in voornaamste wedstrijden
|      | \| Jaar \| Clásica San Sebastián \| \| ---- \| --------------------- \| \| 2025 \| 77e \| |
| Jaar | Clásica San Sebastián                                                                     |
| 2025 | 77e                                                                                       |

## Ploegen
- 2021 –  Leopard Pro Cycling
- 2022 –  Leopard Pro Cycling
- 2023 –  Leopard TOGT Pro Cycling
- 2024 –  Lidl-Trek Future Racing
- 2025 –  Equipo Kern Pharma